# 入江崎駅
入江崎駅（いりえざきえき）または入江崎停留所（いりえざきていりゅうじょ）は、神奈川県川崎市川崎区塩浜三丁目にあった川崎市電の停留所。
当初は京急大師線の鉄道駅として開業したが、1952年に当駅を含む塩浜駅 - 桜本駅間が京急から川崎市電に譲渡され、以降は市電の停留所として営業した。

## 歴史
- 1944年（昭和19年）10月1日 - 東京急行電鉄（大東急）産業道路駅（現：大師橋駅） - 当駅間開通に伴い開業。
- 1945年（昭和20年）1月7日 - 当駅 - 桜本駅間延伸に伴い途中駅となる。
- 1948年（昭和23年）6月1日 - 大東急解体に伴い、京浜急行電鉄（京急）の駅となる。
- 1951年（昭和26年）3月16日 - 京急の塩浜駅 - 桜本駅間に川崎市電が乗り入れ開始。
- 1952年（昭和27年）1月1日 - 京急が塩浜駅 - 桜本駅間を川崎市交通局へ譲渡、川崎市電の停留所となる。
- 1964年（昭和39年）3月25日 - 川崎市電の池上新田停留所 - 塩浜停留所間休止に伴い停留所休止。
- 1967年（昭和42年）8月1日 - 川崎市電池上新田停留所 - 塩浜停留所間廃線に伴い廃駅。

## 駅構造
相対式ホーム2面2線の駅。構内は三線軌条となっている。1954年以前は上り線（市電川崎方面）のみが三線軌条であり、交換設備の有効長も41m（京急車両2両分）であった。その後、1954の貨物列車の昼間運用開始に伴い、貨物列車がここで列車交換できるように2線とも三線軌条となり、有効長も230mに延長された。
| ← 市電川崎方面                              | 入江崎停留所 構内配線略図（1951年） | → 塩浜方面 |
| 凡例 出典: 青色：川崎市電、灰色：国鉄貨物線 |                                     |            |

## 駅周辺
- 入江崎総合スラッジセンター
- 入江崎余熱プール
- 川崎ゴルフセンター
- 大同特殊鋼川崎工場

## 隣の駅
京浜急行電鉄（川崎市電への譲渡時点）
■大師線
塩浜駅 - 入江崎駅 - 桜本駅
川崎市交通局（休止時点）
川崎市電
池上中門停留所 - 入江崎停留所 - 塩留橋停留所